# Sac de couchage

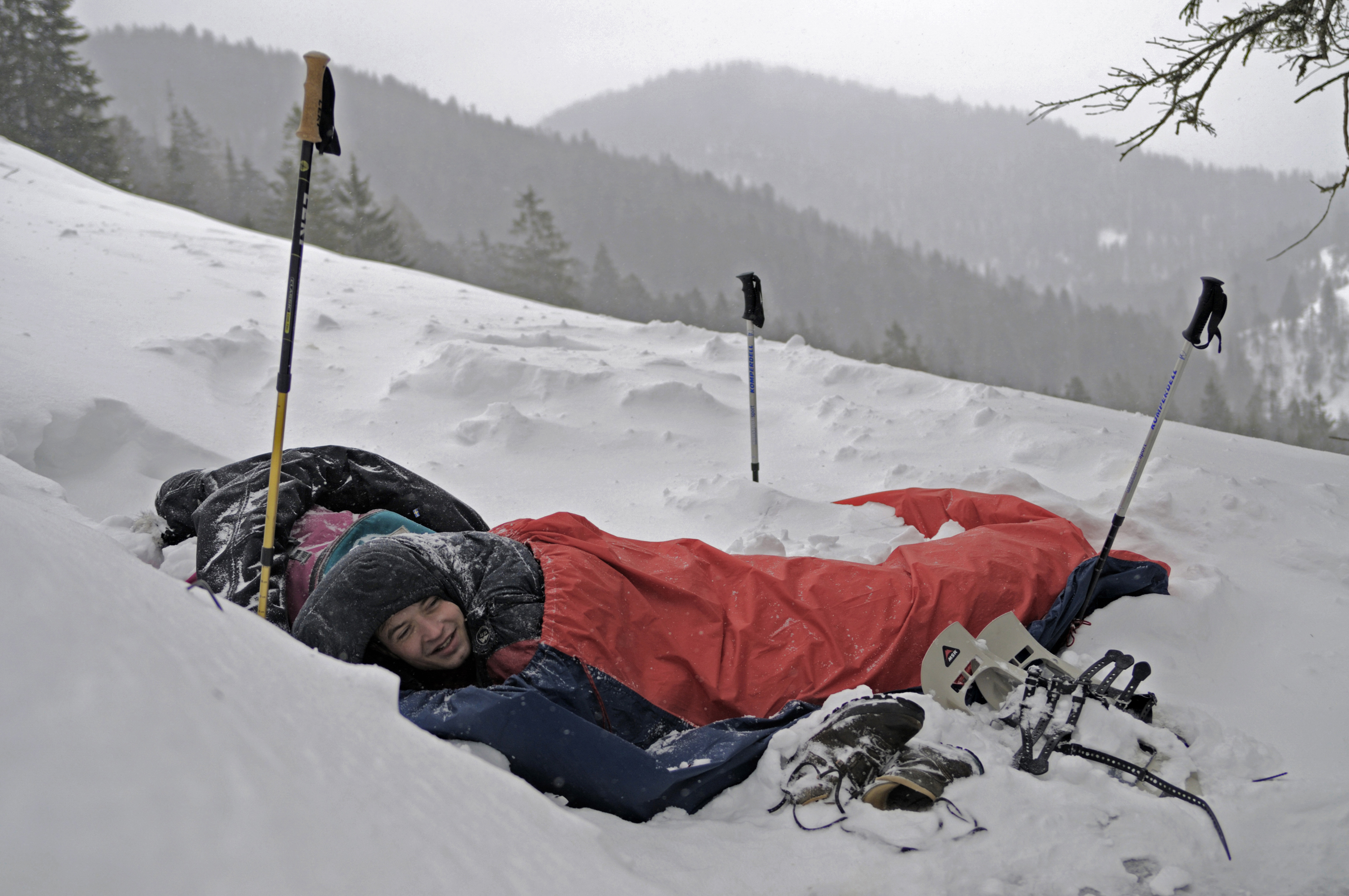
Bivouac sans tente, dans une dépression neigeuse creusée pour accueillir un sac de couchage adapté aux températures hivernales.

Un sac de couchage est un sac garni de matière isolante dans lequel on se glisse pour dormir et pour lutter contre les intempéries et le froid. Le principe du sac de couchage consiste à emprisonner dans son enveloppe une quantité importante d'air qui va jouer un rôle d'isolant, permettant au corps de conserver sa chaleur. Ce n'est pas le duvet ou les fibres contenus dans le sac qui constituent l'isolant, mais l'air qu'ils emprisonnent grâce à leur « gonflant ».
Le sac de couchage est un matériel très utilisé dans certaines activités sportives en extérieur tel que le camping, le bivouac, la spéléologie ou encore la randonnée pédestre. Un sac de couchage se distingue d'un autre par sa taille, sa capacité isolante, son poids et son volume une fois compressé.

## Historique

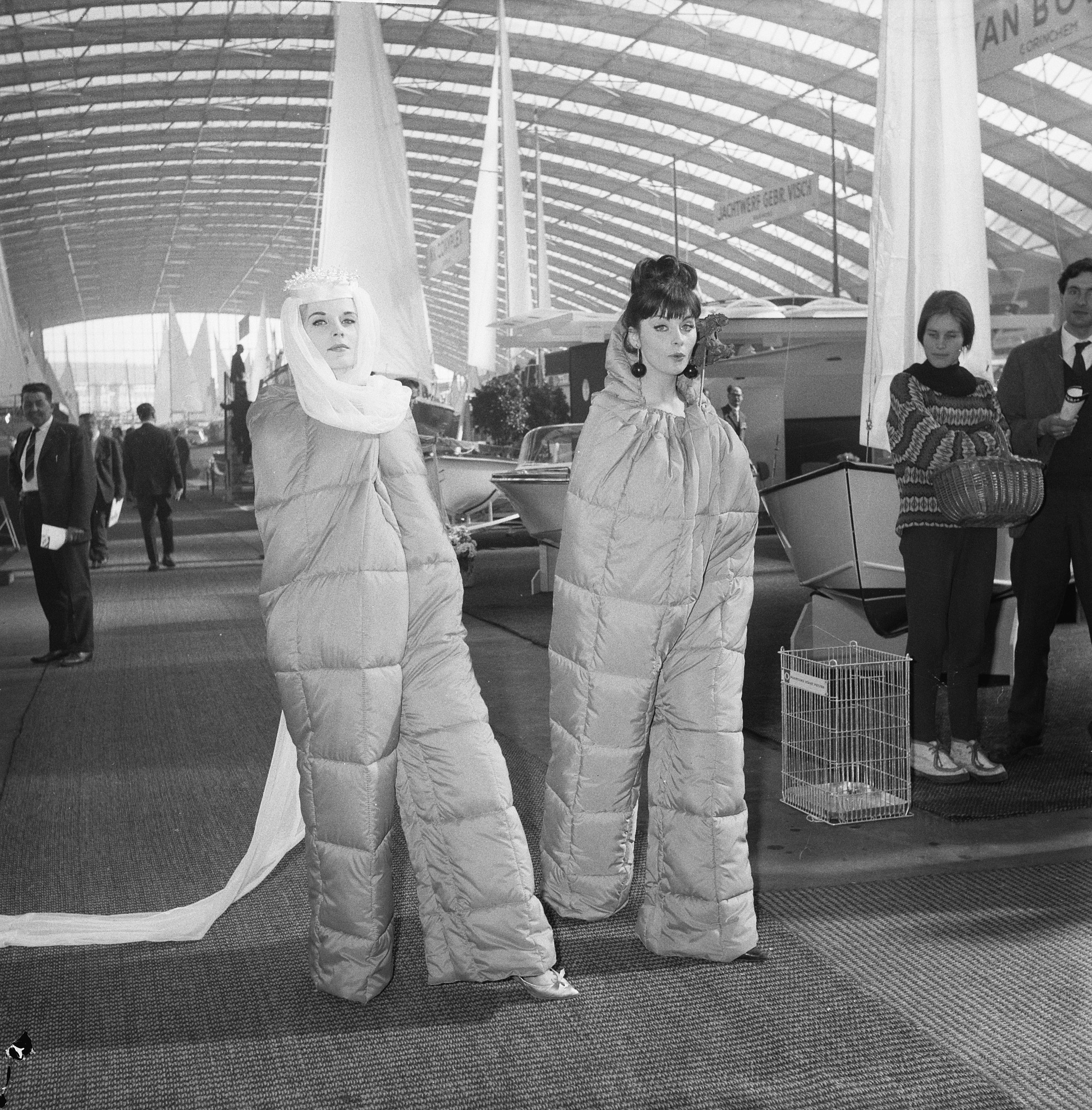
Présentation de sacs de couchage décrits pour somnambules, au salon nautique Hiswa, au RAI Amsterdam (16 mars 1962). Il semble s'agir plutôt de modèles conçus pour une plus grande facilité de mouvements de leurs utilisateurs, comparés aux sacs classiques : est accrue la possibilité de marcher… mais les bras restent engoncés.

Le sac de couchage a longtemps été utilisé par les militaires et les explorateurs ; la population civile n'ayant guère l'utilité de tels dispositifs avant la démocratisation des congés payés, qui a favorisé l'essor des activités de loisir de plein-air, tels le camping et la randonnée. Ce sont en effet dans un premier temps les armées qui utilisaient des couvertures de multiples épaisseurs (jusqu'à cinq) mises en rouleau. On les arrangeait de manière à trouver du confort pour dormir.

### Les pionniers les plus connus
La correspondance des officiers de marine français  René Bellot et Emile de Bray qui accompagnèrent les expéditions britanniques lancées dans le passage au Nord-Ouest à la recherche de Sir John Franklin et firent de longues randonnées en traineaux à chiens sur la banquise, entre 1850 et 1854 mentionnent un "sac de campement" dans lequel il fait bon se rencogner quand souffle la tempête arctique et que la progression est impossible.Les notes d'Emile de Bray furent source d'inspiration et de documentation pour Jules Verne dans son roman Le Capitaine Hatteras ou les anglais au Pôle Nord
Vers 1855, les douaniers français qui surveillaient les cols des Pyrénées, utilisaient des sacs de couchage fabriqués en peau de mouton, munis de 5 boucles permettant de les rouler. En 1861, l'alpiniste Francis Fox Tuckett expérimente un sac de couchage fabriqué d'une couverture incorporant un tapis de caoutchouc, mais découvre que cela produit de la condensation. En 1876, le père de la vente par correspondance, Pryce Jones, invente l'Euklisia Rug, une épaisse couverture de laine (incluant un oreiller gonflable en caoutchouc), qu'on pouvait replier et attacher. L'armée russe en commande 60 000 mais annule la livraison de 17 000 sacs quand la guerre se termine. Jones s'empresse d'annoncer dans son catalogue ce système de literie économique qui devient bientôt populaire avec l'armée anglaise et les campeurs australiens.
L'écrivain écossais Robert-Louis Stevenson est parfois crédité de l'invention du sac de couchage (probablement à tort) mais il est de fait qu'il en utilisait un dans sa célèbre randonnée dans les Cévennes en compagnie de l' ânesse Modestine, qui date de 1879.
Vers 1890, l'entreprise norvégienne Ajungilak est une des premières entreprises commerciales à fabriquer des sacs de couchage avec une bourrure isolante. En 1892, Albert Mummery est un des premiers à utiliser de la plume comme rembourrage.
En 1895, le canadien James W. Wood qui a inventé un coutil de coton égyptien léger et imperméable, ouvre sa propre manufacture pour fabriquer des tentes, des sacs de couchage (sleeping robe) et des sacs de toile. Vers 1898, Woods invente le « Woods Arctic Eiderdown Sleeping Robe » qui se replie en deux et s'attache avec des bouton-pression. Ce sac de couchage révolutionnaire est le premier à être isolé avec du duvet stabilisé dans des compartiments intérieurs. Dès 1920, le sac Woods est vendu par les plus grands magasins de sport américains, comme Abercrombie & Fitch, Griffin and Howe et Von Lengerke & Detmold qui desservent une clientèle fortunée dont Teddy Roosevelt, Ernest Shackleton, Roald Amundsen, le commandant Byrd, Sir Wilkins, Bradford Washburn, Townsend Whelen, Ernest Hemingway, John Steinbeck, Clark Gable et Gary Cooper. En 1930, le prix moyen s'élève à 65 dollars, ce qui n'est pas à la portée de tous.

En 1933, l'alpiniste français Pierre Allain introduit le pied d'éléphant, un sac de couchage court, qui se combine avec une parka doublée de duvet, le tout recouvert d'une couverture de soie étanche appelée cagoule qui est le précurseur des sacs momie.

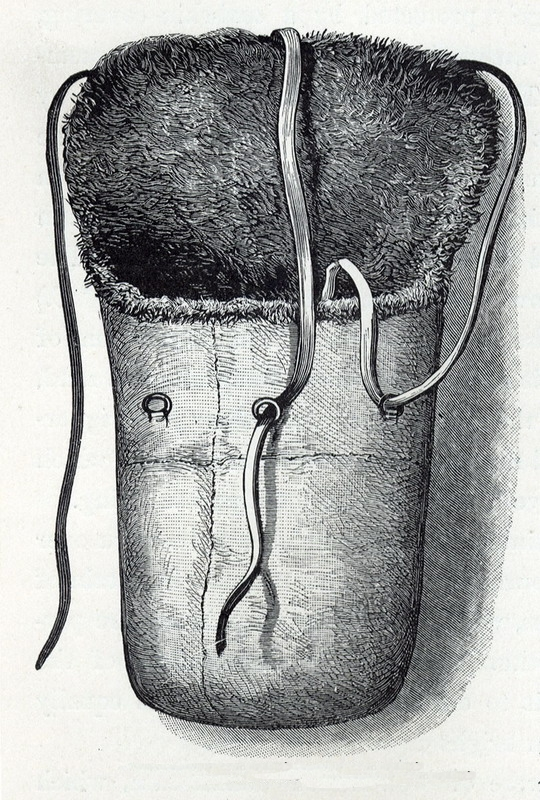
Sac pour 3 personnes en peau de bison, 1881-1884.
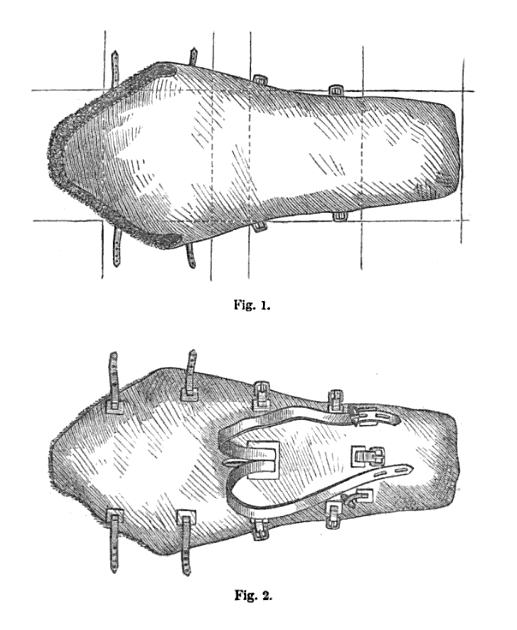
Sac en peau de mouton du 19ième siècle.
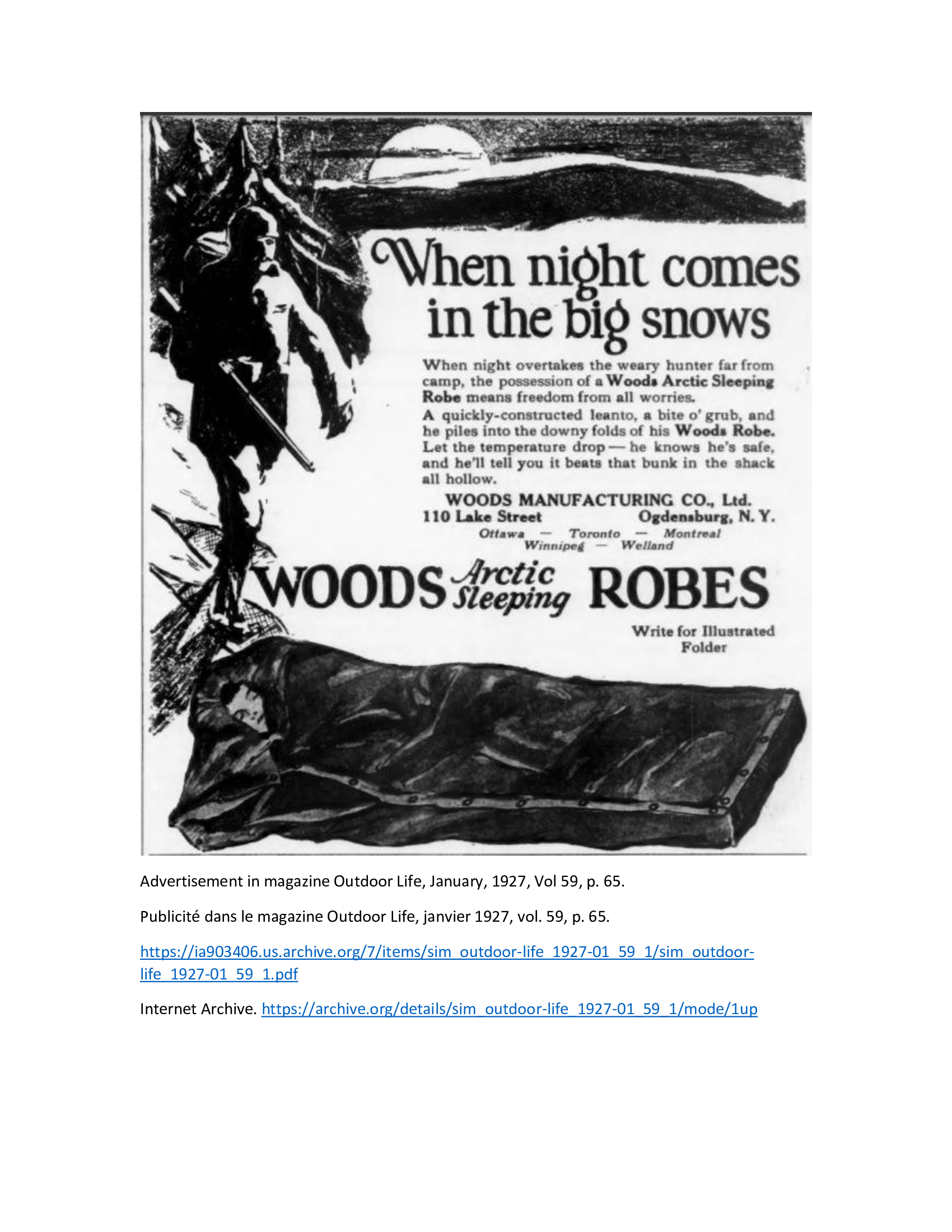
Sac de couchage Woods 1927.

### La production à grande échelle
Lors de la Seconde Guerre mondiale, l'armée américaine fournissait les soldats de certaines unités de sacs de couchage dont les caractéristiques demeurent inchangées ; légèreté mais robustesse, petit volume et capacité isolante optimale. Le modèle utilisé pour les troupes de montagnes était composé d'un mélange de plume et de duvet sous le format « momie ». Par ailleurs, il était employé avec un sur-sac et même parfois avec un matelas pneumatique. En 1944, le sac de couchage destiné à l'infanterie, toujours sous le même format, était rembourré de laine et matelassé de couverture. Son format était de 84 pouces de long par 28 pouces au maximum de sa largeur. L'armée en commanda plus de trois millions. Un autre modèle, le M-1949 fut produit à partir de 1949 et employé lors de la guerre du Viêt Nam. Il fut remplacé dans les années 1970 par un nouveau système sensiblement proche du M-1949, mais décliné en deux modèles de même taille (2,10 m par 85 cm). L’appellation de ces deux modèles étaient Intermédiate Cold Weather (ICW), adapté aux temps moyennement froids, aux climats tempérés, et l’Extreme Cold Weather (ECW) destiné lui aux conditions plus rudes.
- ICW : températures jusqu'à −15 °C, couche extérieur en coton hydrofuge, garnissage en fibres synthétiques, 3,4 kg.
- ECW : températures jusqu'à : −25 °C, couche extérieure en coton hydrofuge, garnissage en duvet (60 %) et synthétique (40 %), 3,1 kg.

## Utilisations

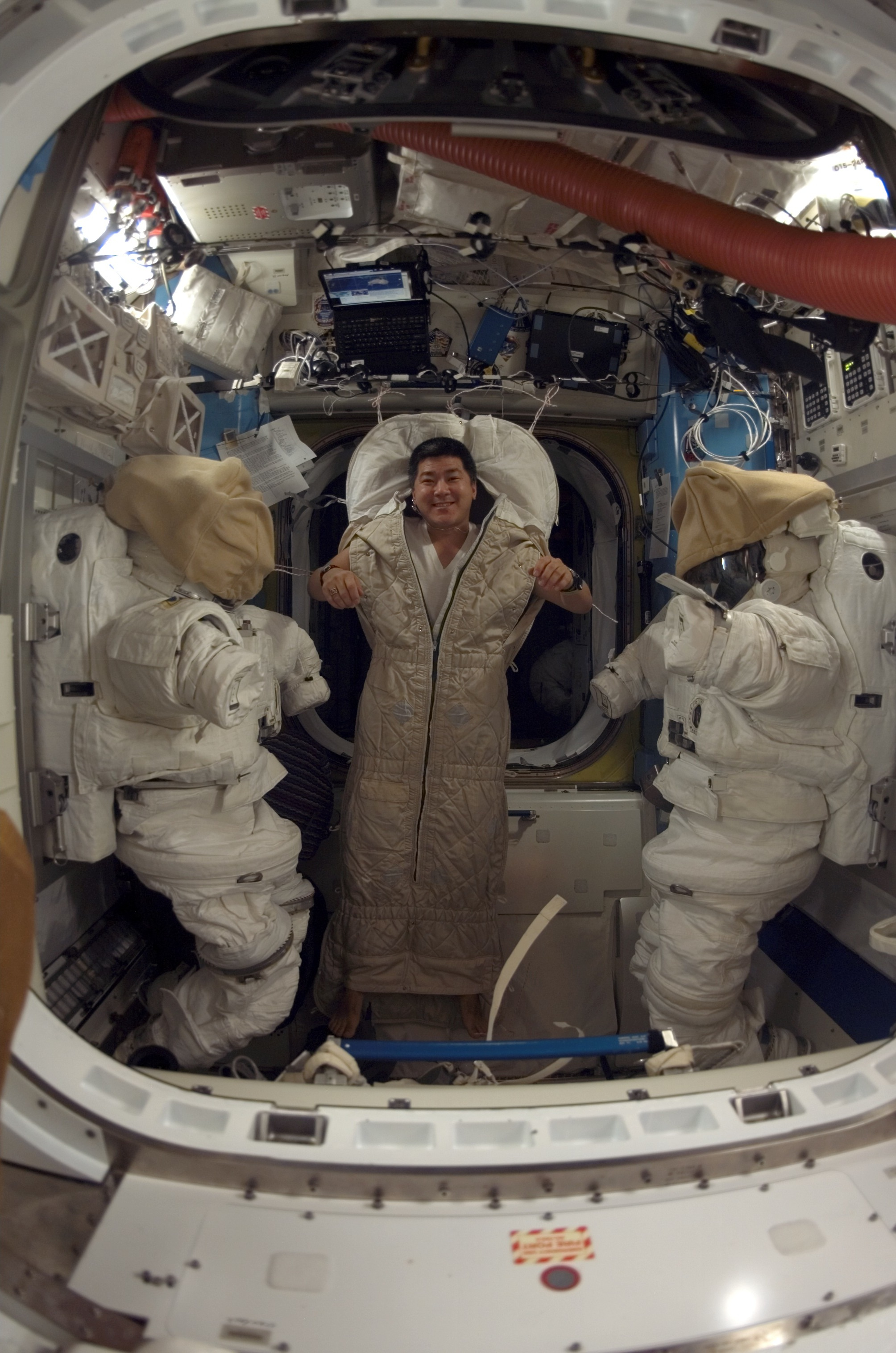
Les sac de couchage sont même utilisés dans les stations spatiales pour éviter la dérive des cosmonautes.

Le sac de couchage est utilisé par plusieurs catégories de personnes. Les campeurs trouvent en lui un confort optimal pour un faible encombrement. Ils l'utilisent conjointement avec soit un carrémat, soit un lit de camp. Les amateurs de bivouac ou de raids l'utilisent fréquemment à même le sol. Le sac de couchage est également un matériel essentiel dans de nombreuses forces armées. En effet, si l'hébergement permanent offre un confort acceptable pour les soldats, la situation est toute différente lors d'exercices ou d'opérations. Le sac de couchage permet donc d'apporter un confort relatif et une isolation thermique ou face aux intempéries.

## Caractéristiques

### Concept et formes de sac
Le concept tient en son nom ; il s'agit d'un sac pour coucher. De ce fait, il doit épouser la forme du corps humain en laissant toutefois une marge nécessaire pour la ventilation, ou la liberté de mouvement. Tout sac de couchage se caractérise par la présence d'une ouverture laissant la tête à l'extérieur de celui-ci, et généralement d'une capuche intégrée pour offrir protection et confort de la même manière que pour le reste du corps. Cette capuche est ajustable par des tendeurs. Est également présente sur bon nombre de modèles une fermeture éclair latérale qui permet un accès plus aisé au sac en lui-même. L'extérieur du sac offre une résistance à l'humidité et aux agressions extérieures.
Un sac de couchage se plie sur la longueur et s'enroule avec soin pour enlever l'air présent, puis se range dans un sac dont la taille varie, mais ne dépassant généralement pas 12 litres. Toutefois, cette pratique est déconseillée par certains spécialistes, puisque les pliures prennent place régulièrement au même endroit, détériorant ainsi le garnissage.
La forme d'un sac de couchage joue un rôle important dans sa performance en plus d'en déterminer le confort et le volume.
- Le sac momie est reconnu pour sa légèreté et sa capacité de garder la chaleur. Épousant les formes du corps, il réduit la perte de chaleur et offre un meilleur rapport chaleur-poids qu'un sac plus large. Toutefois, certaines personnes le trouvent trop confinant.
- Le sac baril a troqué le rendement thermique contre davantage d'espace. Il n'est pas doté d'un capuchon, il est légèrement en pointe et il a un style ovale aux pieds. Il est aussi un peu plus volumineux et lourd que le sac momie.
- Le sac rectangulaire n'est pas très populaire auprès des voyageurs en grande nature car, outre sa faible isolation, il est volumineux et lourd. Ample et peu dispendieux, il est surtout utile par températures élevées.
- Le quilt ou top bag est utilisé par les personnes qui cherchent à limiter le poids de leur sac. La zone isolante (duvet ou synthétique) en contact avec le sol est remplacée par le matelas de randonnée qui est aussi isolant. Le sac est ainsi plus léger et l'isolation reste correcte.

### Taille, poids et volume
La taille des sacs de couchage varie selon les modèles. Certains sont adaptés aux faibles mensurations des enfants, alors que d'autres profitent aux adultes même de taille non fréquente (2,30 m).

### Isolation

#### Capacités isolantes
La capacité isolante du sac de couchage est un facteur primordial qui définit son cadre d'utilisation. Un sac de couchage est vendu avec 3 températures de références ; T° Confort, T° Limite, et T° Extrême. Si les sacs de couchage les plus performants au monde affichent des températures extrêmes en deçà de −50 °C, la gamme grand public s'étend entre +10 °C et −10 °C.
Cette isolation se fait par la présence d'air la plus importante possible dans la mousse du sac et ses alvéoles. En effet, l'air est un isolant, et ne transmet donc que peu la chaleur, que ce soit le froid vers le sac de couchage, ou la chaleur contenue à l'intérieur de celui-ci vers l'extérieur. Inversement, un sac de couchage humide ou mouillé, outre son inconfort, perdra beaucoup de sa capacité isolante. Le corps humain peut contribuer à l'humidification du sac puisqu'il élimine entre un quart et un tiers de litre d'eau par nuit. Il est donc nécessaire, a fortiori par temps chaud, que le sac puisse respirer pour avoir une capacité isolante optimale.

#### Matériaux d'isolation
Deux types d'isolant sont majoritairement utilisés dans la garniture et donc l'isolation des sacs de couchage : le duvet et les synthétiques. Ces deux types d'isolant ont des qualités très distinctes avec chacun leurs avantages et inconvénients.
Le duvet est une matière naturelle constituée de très petites plumes. Il offre un volume très important composé d'une grande majorité d'air, ce qui lui confère une capacité isolante importante. Le rapport isolation/poids est de ce fait important. Ce volume compressible -bien que parfois hétérogène- est à l'origine du confort procuré. On attribue au duvet une meilleure durabilité. Cependant, l'humidité lui fait perdre une partie de ses performances thermiques, et s'avère plus difficile à sécher que d'autres matériaux. Aussi, le duvet à le désavantage d'être plus cher que la matière synthétique dont la production en usine se fait en grands volumes.
Les fibres synthétiques offrent un prix très accessible grâce à une production industrielle. Elles offrent un pouvoir isolant et une résistance variable selon leur composition, mais ont pour avantage principal l'imperméabilité, et donc, l'assurance d'un isolation stable. En revanche, la qualité des matériaux variant énormément, certaines matières offriront une durabilité moindre. En outre, les mousses synthétiques sont généralement moins compressibles que le duvet, et plus lourdes pour un confort équivalent.

## Entretien
Un sac de couchage se nettoie pour la même raison qu'un lit se change ; le corps humain transpire, des odeurs s'imprègnent, et la saleté s'installe avec le temps. L'humidité peut conduire à la prolifération de bactéries ou de moisissures. Ces phénomènes entrainent une détérioration du matériau. La paroi extérieure du sac prend également de la poussière, de la terre ou divers micro-éléments qui peuvent conduire à un vieillissement du textile. Ainsi, que ce soit par hygiène ou par maintenance, il est préférable de maintenir un sac de couchage propre.
Plusieurs opérations sont possibles. La plus simple consiste à aérer le sac de couchage pour évacuer une partie de l'humidité intérieure générée par le corps humain qui rejette jusqu'à un tiers de litre d'eau par nuit. Ainsi, on gagne en durabilité et on évite l'imprégnation d'odeurs. Pour une maintenance plus complète, il est possible d'avoir recours au lavage, que ce soit à la main ou à la machine à laver en respectant les prescriptions données par la marque, mais cette technique est à éviter autant que possible pour les duvets. En effet, outre le fait que la plupart des machines à laver ne supportent pas la charge nécessaire, un risque d'hétérogénéisation de l'isolant existe, et le temps de séchage du sac s'étale au-delà de deux jours, même en faisant usage d'un sèche-linge. Pour les matières synthétiques, l'usage de machine à laver est moins délicat, mais en amoindrissant la quantité de savon utilisé, et en laissant de côté l'adoucissant. Le temps de séchage une fois fermement essoré avoisine 24h.
Il existe entre autres des nettoyants spécialement optimisés qui conservent les propriétés isolantes au maximum, tout en protégeant l'enveloppe extérieure du sac.

## Principaux constructeurs et vendeurs
On constate que les concepteurs des sacs de couchages ont un domaine de vente plus ou moins large, allant du sport spécifique (randonnée, sport de montagne…) au généraliste tel que Decathlon en France. Par ailleurs, ce matériel est fréquemment vendu en grande surface, surtout à l'approche des grandes vacances. Ceci peut s'expliquer par la fonction d'objet central dans les loisirs en extérieurs peu coûteux ou démocratisés (camping, randonnée…) et leur fonction utilitaire.
Généralistes dans le sport :
- Lafuma
- Quechua
- Millet
- Marmot
- Helsport
- Mountain
- Mammut
- The North Face
- Nordisk

Spécialistes du sac de couchage :
- Ajungilak
- Carinthia
- Valandré
- RAB
- Triple Zéro
- Lestra Sport
- Yeti
- Freetime
- Husky
- Grüezi bag

## Compléments au sac de couchage
- Tapis de couchage. Il peut aller du simple tapis en mousse et en aluminium, très léger, peu encombrant et peu onéreux, mais qui permet une meilleure isolation entre le sol et le sac de couchage, au tapis gonflable, d'un poids d'environ 1 kg, qui permet également l'isolation, mais qui a aussi l'avantage d'être plus confortable, en passant par le tapis de mousse (karrimat), léger mais encombrant et moins confortable que le tapis gonflable. Le tapis gonflable peut être gonflé directement par la bouche, en moins de 5 minutes. Pour plus d'efficacité, il est possible de mettre en premier sur le sol, un tapis en mousse et en aluminium, puis par-dessus, un tapis gonflable, permettant ainsi de mieux protéger le tapis gonflable, du sol froid et parfois salissant, et d'avoir moins de risque d'abîmer le tapis gonflable par des objets tranchants sur le sol.
- Drap de soie, de coton, polaire pour randonnée. Ils permettent d'éviter de salir le sac de couchage et ainsi de le laver trop souvent, ce qui fait perdre au fil du lavage son pouvoir d'isolation. Le drap de soie, de coton, ou polaire permettent aussi d'améliorer de 2 à 3 degrés la température du sac de couchage.
- Un sursac en polyamide imperméable et respirant, dont le poids est d'environ 500 grammes. Il protège mieux le sac de couchage de l'humidité, du vent, et de salissure et permet également d'améliorer de 2 à 3 degrés la température du sac de couchage.
- Un bonnet. La tête est un organe vital, ayant beaucoup de sang. La déperdition de chaleur est donc très importante au niveau de la tête quand il fait froid.